# Victor León Esteban San Miguel y Erce
Victor León Esteban San Miguel y Erce OCD (* 21. April 1904 in Lekeitio; † 4. April 1995) war ein spanischer römisch-katholischer Ordensgeistlicher und Apostolischer Vikar von Kuwait.

## Leben
Victor León Esteban San Miguel y Erce trat der Ordensgemeinschaft der Unbeschuhte Karmeliten bei und empfing am 1. Juni 1928 das Sakrament der Priesterweihe.
Am 31. Mai 1976 ernannte ihn Papst Paul VI. zum Titularbischof von Rusubbicari und zum Apostolischen Vikar von Kuwait. Der Apostolische Pro-Nuntius in Kuwait, Erzbischof Jean Rupp, spendete ihm am 16. Juli desselben Jahres die Bischofsweihe; Mitkonsekratoren waren der Apostolische Pro-Nuntius im Iran, Erzbischof Annibale Bugnini CM, und der Erzbischof von Bagdad, Ernest-Marie de Jésus-Hostie Charles Albert Nyary OCD.
Papst Johannes Paul II. nahm am 5. November 1981 das von Victor León Esteban San Miguel y Erce vorgebrachte Rücktrittsgesuch an.